# Юпитер, ты сердишься
«Юпитер, ты сердишься — значит, ты не прав» — крылатое выражение, используемое с целью декларировать, что противоположная сторона в споре излишне горячится и демонстрирует тем самым, что у неё не хватает аргументов. Высказывание считается энтимемой, так как промежуточная логика («сердишься потому, что нечего возразить по сути») опущена.

## Происхождение
Традиционно фраза считается переводом лат. Iuppiter iratus ergo nefas и возводится напрямую к Лукиану, следуя Михельсону, который выводит фразу из обращения Прометея к Зевсу: «Ты берёшься за молнию вместо ответа, — значит, ты не прав». Эта атрибуция оспаривается. Душенко утверждает о заимствовании через фр. Tu prends ton tonnerre au lieu de répondre, tu as donc tort, «ты хватаешься за молнию вместо ответа, значит, неправ».

## В искусстве
Михельсон приводит около десятка упоминаний и аналогов, от Лукиана до фр. Tu te fâches, tu as tort.
Часто используется в виде недомолвки: «Позвольте доложить вам, Ирина Павловна, вы словно сердитесь, а вы сами знаете, кто сердится…» (Тургенев, Дым). При этом за пределами русского языка выражение практически неизвестно, создавая тем самым трудности для переводчика: «Дорн. Юпитер, ты сердишься…» (Чехов, «Чайка») — «Dorn: Jupiter, you’re angry…» — «Что-что?».